# Mediana de Aragón
Mediana de Aragón (aragónul Mediana d'Aragón) település Spanyolországban,  Zaragoza tartományban. Mediana de Aragón Zaragoza, Fuentes de Ebro, Belchite, Puebla de Albortón és Valmadrid községekkel határos. Lakosainak száma 457 fő (2024).

## Népesség
A település népessége az utóbbi években az alábbiak szerint változott:
| Lakosok száma | 507  | 504  | 520  | 492  | 468  | 473  | 468  | 461  | 457  | 457  |
|               | 2001 | 2004 | 2007 | 2009 | 2012 | 2014 | 2017 | 2019 | 2022 | 2024 |